# Internet Explorer Macintosh Edition
Con Internet Explorer Macintosh Edition (denominato "Internet Explorer per Macintosh" fino alla versione 4.0) si intende la serie di Internet Explorer sviluppata per la piattaforma Macintosh.
La prima versione di Internet Explorer per Macintosh fu la versione 2.0, pubblicata il 23 aprile 1996. L'ultima fu la versione 5.1.7 Macintosh Edition, rilasciata l'11 luglio 2003.
Le prime versioni vennero sviluppate sulla stessa base di codice di Internet Explorer per Windows. La versione 5 includeva il motore di rendering Tasman.
Per un accordo quinquennale tra Apple e Microsoft stipulato nel 1997, dal 1998 al 2003 Internet Explorer fu il browser predefinito in Mac OS e Mac OS X.
Internet Explorer Macintosh Edition disponeva di funzioni particolari che non si trovano spesso nei browser odierni, come la funzione Raccoglitore, la funzione Gestione aste e la barra laterale Contenitore pagine.
Il 13 giugno 2003, Microsoft annunciò di voler cessare lo sviluppo di Internet Explorer Macintosh Edition. Il supporto a Internet Explorer Macintosh Edition terminò definitivamente il 31 dicembre 2005.

## Versioni
Versione di test
|     | Versione   | Pubblicato il     | Nuove funzionalità                                     | Incluso in | Motore di rendering |
| --- | ---------- | ----------------- | ------------------------------------------------------ | ---------- | ------------------- |
| IE2 | 2.0 beta   | 23 gennaio 1996   | Solo per PowerPC.                                      |            |                     |
| IE2 | 2.0        | 23 aprile 1996    | Aggiunto supporto a 68k.                               |            |                     |
| IE2 | 2.0.1      | maggio 1996       |                                                        |            |                     |
| IE2 | 2.1 beta   | luglio 1996       |                                                        |            |                     |
| IE2 | 2.1        | settembre 1996    | Supporto a NPAPI.                                      |            |                     |
| IE3 | 3.0 beta   | 5 novembre 1996   |                                                        |            |                     |
| IE3 | 3.0        | 8 gennaio 1997    | Crittografia SGC a 128 bit. Solo per PowerPC.          |            |                     |
| IE3 | 3.0a       | febbraio 1997     |                                                        |            |                     |
| IE3 | 3.01       | 14 maggio 1997    | Aggiunto gestore di download. Aggiunto supporto a 68k. | Mac OS 8.1 |                     |
| IE3 | 3.01a      |                   |                                                        |            |                     |
| IE4 | 4.0 beta 1 | luglio 1997       |                                                        |            |                     |
| IE4 | 4.0 beta 2 | novembre 1997     |                                                        |            |                     |
| IE4 | 4.0        | 6 gennaio 1998    |                                                        | Mac OS 8.1 |                     |
| IE4 | 4.01       | 6 giugno 1998     | Ultima versione per 68k.                               |            |                     |
| IE4 | 4.5        | 5 gennaio 1999    |                                                        |            |                     |
| IE4 | 4.5.1      |                   |                                                        |            |                     |
| IE5 | 5.0        | 27 marzo 2000     |                                                        |            | Tasman 0            |
| IE5 | 5.01       |                   |                                                        |            |                     |
| IE5 | 5.1        | 18 dicembre 2001  |                                                        |            | Tasman 0.1          |
| IE5 | 5.1.3      |                   |                                                        |            |                     |
| IE5 | 5.1.4      | 16 aprile 2002    |                                                        |            |                     |
| IE5 | 5.1.5      | 5 luglio 2002     |                                                        |            |                     |
| IE5 | 5.1.6      | 25 settembre 2002 |                                                        |            |                     |
| IE5 | 5.1.7      | 11 luglio 2003    |                                                        |            |                     |

| Versione     | Pubblicato il     | Incluso in           | Motore di rendering |
| ------------ | ----------------- | -------------------- | ------------------- |
| 5 beta       | 15 maggio 2000    | Mac OS X DP4         | Tasman 0            |
| 5 beta       | 13 settembre 2000 | Mac OS X Public Beta |                     |
| 5.1b1 (5502) | 24 marzo 2001     | Mac OS X 10.0        |                     |
| 5.1b1 (3408) | 23 maggio 2001    |                      | Tasman 0.1          |
| 5.1.2        | 25 settembre 2001 | Mac OS X 10.1        |                     |
| 5.1.3        | 23 ottobre 2001   |                      |                     |
| 5.1.4        |                   |                      |                     |
| 5.2          | 17 giugno 2002    |                      |                     |
| 5.2.1        | 5 luglio 2002     |                      |                     |
| 5.2.2        | 25 settembre 2002 |                      |                     |
| 5.2.3        | 16 giugno 2003    |                      | Tasman 0.9          |

### Internet Explorer 2 per Macintosh
La versione beta per PowerPC uscì nel gennaio 1996.
La versione finale fu rilasciata tre mesi dopo, il 23 aprile 1996, per System 7.0.1 o superiore (PowerPC e 68k). Era disponibile in 9 lingue.
La versione 2.1 uscì nel settembre 1996, lo stesso periodo in cui la versione 2 per Windows venne rimpiazzata da Internet Explorer 3.
La versione per Macintosh, in particolare la versione 2.1, era apprezzata rispetto a Netscape Navigator per essere parca di risorse e per le nuove funzioni: supportava l'incorporamento di un certo numero di formati multimediali nelle pagine Web, tra cui i formati video AVI e QuickTime, e i formati audio AIFF, MIDI e WAV. La versione 2.1 corresse dei bug, migliorò la stabilità, e aggiunse il supporto per l'architettura NPAPI (in anticipo rispetto alla versione per Windows) e per QuickTime VR. AOL 3.0 per Macintosh usava il motore di rendering di Internet Explorer 2.1 nel suo browser Web incorporato.

### Internet Explorer 3 per Macintosh
Internet Explorer 3.0 per Macintosh fu pubblicato il 5 novembre 1996 in versione beta, e l'8 gennaio 1997 in versione finale per PowerPC.
Un problema con un'estensione del sistema operativo utilizzata in Mac OS, denominata "CFM68K Runtime Enabler", ritardò il supporto ai computer Macintosh basati sulla linea di processori 68k fino al rilascio, il 14 maggio 1997, di Internet Explorer 3.01, l'ultima versione di Internet Explorer 3 per Macintosh prima della versione 4. Questa versione includeva anche delle funzioni tratte dalla versione per Windows di Internet Explorer 4.0, come AutoComplete e il monitoraggio dei preferiti, che notificava agli utenti gli aggiornamenti dei siti compresi nell'elenco dei preferiti. Includeva anche il supporto a JavaScript, e introduceva una funzione per la gestione dei cookie.
Venne introdotto anche un gestore di download nella versione 3.01; la versione 3.0 apriva la barra di avanzamento dei download nella finestra principale del browser, forzando l'utente ad annullare lo scaricamento e a riavviarlo in una nuova finestra, oppure ad aspettare il completamento del trasferimento.

### Internet Explorer 4.0 per Macintosh
Al Macworld Conference & Expo del 1997 a Boston, il 6 agosto, Steve Jobs e Bill Gates annunciarono un partenariato tra Microsoft e Apple. Tra le altre cose, Apple accettò di includere Internet Explorer nelle successive versioni di Mac OS e di impostarlo come browser predefinito al posto di Netscape Navigator.
Cinque mesi dopo, il 6 gennaio 1998, al Macworld Conference & Expo a San Francisco, Microsoft annunciò il rilascio della versione finale di Internet Explorer 4.0 per Macintosh.
Nello stesso evento, Apple annunciò il rilascio di Mac OS 8.1. Questa versione del sistema operativo di Macintosh fu la prima ad includere Internet Explorer come browser predefinito, secondo l'accordo con Microsoft; tuttavia, la versione 4.0 non era pronta in tempo per essere inclusa, così nei CD venne inizialmente inclusa la versione 3.01.
La versione 4.0 includeva il supporto a:
- tecnologia Active Channel di Microsoft: si proponeva di distribuire dei contenuti aggiornati che gli utenti potevano adattare ai propri interessi personali. Nonostante fosse la funzionalità più pubblicizzata di Internet Explorer 4, Active Channel non riuscì a raggiungere un vasto pubblico;
- navigazione in modalità non in linea;
- HTML dinamico;
- una nuova macchina virtuale Java più veloce;
- Aree di sicurezza: consentivano agli utenti o agli amministratori di limitare l'accesso a certi tipi di contenuti Web, a seconda dell'area (per esempio Intranet o Internet) da cui provenivano i contenuti.

#### Requisiti di sistema
I requisiti di sistema di Internet Explorer 4.0 per Macintosh erano:
- processore 68030 o superiore;
- System 7.1 o superiore;
- 8 MB di RAM con memoria virtuale attivata (12 MB consigliati);
- 12 MB di spazio su disco fisso per Internet Explorer 4, e 8,5 MB di spazio su disco fisso per la macchina virtuale Java;
- software per Internet:
  - Open Transport 1.1.1 o superiore, oppure MacTCP 2.0.6;
  - per le connessioni dial-up: Config PPP Control Panel, o software per connessione PPP simile, con PPP (estensione).

### Internet Explorer 4.5 Macintosh Edition
Nel Macworld Conference & Expo dell'anno seguente a San Francisco, il 9 gennaio 1999, Microsoft annunciò il rilascio di Internet Explorer 4.5 Macintosh Edition.
Questa versione, che abbandonava il supporto ai processori 68k, introdusse:
- l'autocompletamento dei form;
- l'anteprima di stampa;
- il pannello "Contenitore pagine": permetteva all'utente di tenere su un lato dello schermo una pagina di collegamenti;
- il supporto alle tecnologie di Mac OS, come l'integrazione di Sherlock;
- una crittografia a 128 bit più semplice.

### Internet Explorer 5 Macintosh Edition
Internet Explorer 5 Macintosh Edition fu annunciato da Microsoft il 5 gennaio 2000 al Macworld Conference & Expo di San Francisco, e fu pubblicato il 27 marzo 2000.
La versione iniziale era compatibile solo con Mac OS 8 e Mac OS 9. Due mesi dopo, il 15 maggio, Mac OS X DP4, consegnato agli sviluppatori nell'Apple Worldwide Developers Conference 2000, includeva una versione beta di Internet Explorer 5 Macintosh Edition, sviluppato appositamente per la nuova piattaforma Mac OS X. Mac OS X Public Beta includeva un'altra versione in anteprima di Internet Explorer 5 Macintosh Edition. Il rilascio di Mac OS X Cheetah (24 marzo 2001) includeva ancora un'altra versione in anteprima di Internet Explorer 5 Macintosh Edition. La versione di Mac OS X Puma (25 settembre 2001) includeva la versione definitiva di Internet Explorer 5.1 Macintosh Edition per Mac OS X. Internet Explorer 5.1 per Mac OS 8 e 9 fu pubblicato il 18 dicembre 2001.
Il 17 giugno 2002, Microsoft annunciò il rilascio della versione 5.2 (la prima versione solo per Mac OS X) che includeva alcuni miglioramenti nelle prestazioni e nella sicurezza e il supporto ad alcune funzionalità di Mac OS X come l'arrotondamento del testo di Quartz.

#### Nuove funzioni
La versione per Windows di Internet Explorer 5 era stata rilasciata un anno prima, ma utilizzava il motore di rendering Trident. Internet Explorer 5 Macintosh Edition introduceva un nuovo motore di rendering chiamato Tasman, che era stato progettato per essere conforme agli standard W3C emergenti come HTML 4.0, CSS 1, DOM Level 1 ed ECMAScript.
Vennero anche introdotte un buon numero di funzioni che sarebbero state in seguito aggiunte ad altri browser, come il supporto completo al formato di file PNG (non supportato dalle versioni precedenti), lo switching DOCTYPE, lo zoom del testo e la visualizzazione delle sorgenti XML. Venne inoltre introdotta la funzione Gestione aste per tener traccia delle aste in siti come eBay, e un Raccoglitore Internet per consentire agli utenti di memorizzare e organizzare in modo semplice e veloce del contenuto Web (per esempio un'immagine o del testo selezionato).
Le versioni di anteprima del browser includevano una funzione detta Barra multimediale che integrava la riproduzione di MP3 e web radio, ma questa funzione venne abbandonata nella versione finale.

#### Curiosità

##### Easter egg

Screenshot dell'Easter egg "about:tasman" in Internet Explorer 5 Macintosh Edition su Mac OS X

Internet Explorer 5 Macintosh Edition includeva Acid1 come Easter egg in modalità non in linea, accessibile digitando "about:tasman", con il testo sostituito dai nomi degli sviluppatori.

##### Logo
Le ultime versioni di Internet Explorer Macintosh Edition avevano un distinto logo blu che era la base per il logo utilizzato in Internet Explorer 6 per Windows, con la differenza che quest'ultimo aveva un blu più chiaro ed era meno tridimensionale.

## Funzioni peculiari
Internet Explorer Macintosh Edition disponeva di funzioni particolari che non si trovano spesso nei browser odierni:
- motore di rendering Tasman: introdotto con Internet Explorer 5.0 Macintosh Edition, offriva un supporto ai CSS superiore rispetto al motore di rendering di Internet Explorer 5 per Windows e Unix (Trident), e non era influenzato dall'Internet Explorer box model bug (non corretto fino alla versione di Trident inclusa in Internet Explorer 6);
- funzione Raccoglitore: permetteva all'utente di archiviare qualsiasi pagina nel suo stato corrente;
- funzione Gestione aste: teneva automaticamente traccia delle aste di eBay;
- supporto completo a PNG, compresi trasparenza e correzione del colore (introdotto solo con Internet Explorer 5.0 Macintosh Edition);
- funzione Anteprima di stampa: consentiva la correzione della dimensione del tipo di carattere direttamente dal pannello di anteprima;
- barra laterale Contenitore pagine: consentiva agli utenti di tenere una pagina nella barra laterale (anche disponibile in visualizzazione a solo collegamento, che la navigazione a schede dei browser moderni non rende più possibile), e di caricare i collegamenti su cui veniva fatto clic nella finestra principale del browser;
- auto-completamento nella barra degli indirizzi: rispondeva alla digitazione di URL parziali e titoli di pagina, e cercava nei preferiti e nella cronologia;
- zoom del testo: consentiva agli utenti di ridimensionare il testo su qualsiasi pagina, a prescindere dalla dimensione del testo specificata;
- opzione per modificare il colore del browser, per adattarsi ai colori dell'iMac G3 (9 colori nelle prime build, 15 nelle successive);
- la finestra di auto-completamento dell'URL nelle versioni pre-Carbon era traslucida e sfocava il contenuto retrostante per mantenere la leggibilità dei completamenti suggeriti: questa era la prima volta che una applicazione aveva una finestra traslucida sfocata e un effetto simile all'aspetto di iOS 7 diversi anni dopo.[senza fonte] Le versioni Carbon successive usavano solo la traslucenza della finestra incorporata in Mac OS X senza sfocatura;
- memorizzazione dell'URL di origine di un file scaricato nel campo Commento di Finder (visibile tramite Recupera informazioni);
- accesso dal menu Vai alla cronologia globale persistente del browser;
- supporto ai caratteri ruby dei caratteri cinesi e kanji giapponesi;
- supporto alla corrispondenza dei colori della pagina Web utilizzando ColorSync;
- supporto al sistema Internet Config.

## Termine dello sviluppo
Secondo Jorg Brown, uno degli sviluppatori Microsoft di Internet Explorer Macintosh Edition, quasi subito dopo il rilascio della versione 5.0 la maggior parte del team di sviluppo venne trasferita a un altro progetto. Internet Explorer Macintosh Edition venne relegato a qualcosa a cui avrebbero lavorato nel loro tempo libero.
Durante il 2002, Microsoft riassegnò sviluppatori nello sviluppo della versione 6 di Internet Explorer Macintosh Edition, destinata ad essere utilizzata come base di un nuovo prodotto. Tuttavia, dopo essere venuto a sapere che Apple aveva iniziato lo sviluppo del proprio browser, il team annullò lo sviluppo del browser autonomo e si concentrò su MSN per Mac OS X, un browser a sola iscrizione pubblicato il 15 maggio 2003 destinato a lavorare con il servizio online MSN, che includeva una rubrica, filtri per la posta indesiderata e un client per MSN Messenger.
Il 13 giugno 2003, PC Pro riportò che Roz Ho, manager generale dalla Macintosh Business Unit, aveva confermato che, a parte gli aggiornamenti per correggere i problemi di sicurezza, non ci sarebbero state nuove versioni di Internet Explorer da Microsoft. Tre giorni dopo (16 giugno) Microsoft rilasciò la versione 5.2.3, l'ultima per Mac OS X; un mese dopo (11 luglio) venne rilasciata la versione 5.1.7, l'ultima per Mac OS 8 e 9.
Il browser non venne più incluso nell'installazione predefinita di Mac OS X Tiger, che venne pubblicato il 29 aprile 2005. Microsoft interruppe il supporto al prodotto il 31 dicembre 2005, e rimosse l'applicazione dal proprio sito dei download per Macintosh il 31 gennaio 2006, consigliando "agli utenti di migrare a tecnologie per la navigazione Web più recenti come Safari di Apple".
Il 20 luglio 2011 Apple ha pubblicato OS X Lion, che non includendo più Rosetta ha abbandonato il supporto per tutte le vecchie applicazioni sviluppate per PowerPC come Internet Explorer Macintosh Edition.
Non si sarebbe visto un browser Microsoft sulla piattaforma MacOS fino a Microsoft Edge nel 2019.

### Recensioni
- Recensione di Internet Explorer 2.1 per Macintosh: (EN) Jack Weber, Microsoft Internet Explorer 2.1, su macuser.co.uk, MacUser, settembre 1996 (archiviato dall'url originale il 25 marzo 2005).
- Recensione di Internet Explorer 3.0 per Macintosh: (EN) Clive Grace, Microsoft Internet Explorer 3.0, su macuser.co.uk, MacUser, dicembre 1996 (archiviato dall'url originale il 16 gennaio 2009).
- Confronto tra Internet Explorer 4.0 per Macintosh e Netscape Communicator 4.0: (EN) Jim Smith, Microsoft Internet Explorer v4.0, su macuser.co.uk, MacUser, dicembre 1997 (archiviato dall'url originale il 9 febbraio 2005).